# Імперата циліндрична

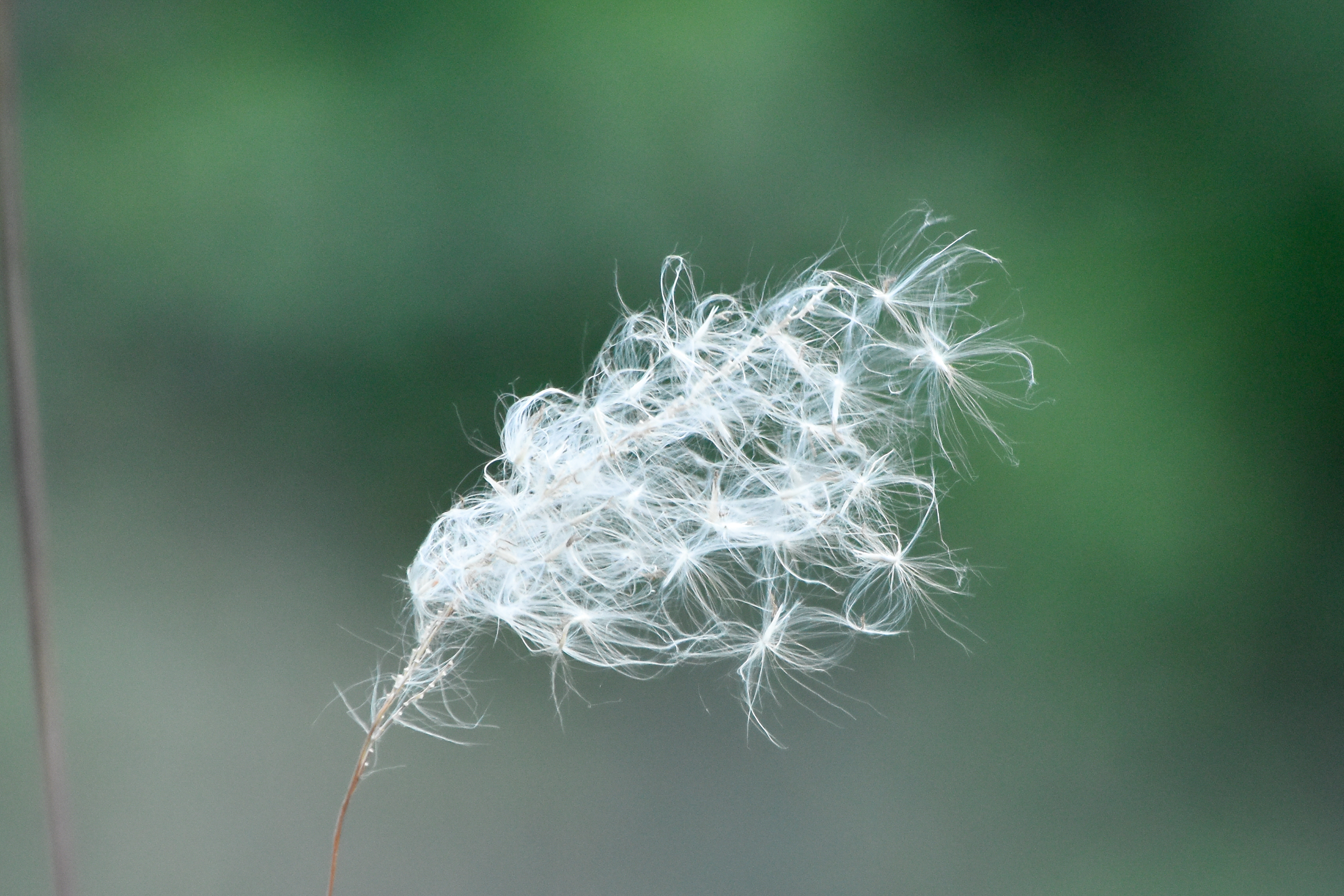
Когонграс

Імперата циліндрична, когонграс , кунайська трава — вид багаторічної трави, що має корневище. Походить із тропічної та субтропічної Азії, Мікронезії, Меланезії, Австралії, Африки та Південної Європи.
Її також завезли до Латинської Америки, Карибського басейну та південного сходу США. Це легкозаймистий пірофіт, який може швидко поширюватися, заселяючи порушені території та сприяючи частішим лісовим пожежам.

## Таксономія
Рослина вперше була описана Ліннеєм у 1759 році під базіонімом Lagurus cylindricus. Її було перейменовано французьким ентомологом і ботаніком Палізо де Бовуа на нині прийняту назву Imperata cylindrica.
Належить до Еукаріотів, царства Рослин, клади Судинні рослини, клади Покритонасінні з, клади Однодольних, клади Комелінідів, ряду Тонконогоцвіті, родини Злакових, роду Імперата.

## Ботанічний опис
Багаторічниа злакова рослина. Листя біля основи вузьке, схоже на леза, з гострими кінчиками, зелена знизу і червоне догори. Краї листя гострі. Висота стебла — до 80 см. Суцвіття — густа колосоподібна периста китиця довжиною 5-15 см. Через довгі шовковисті волоски, що покривають основи колоскових лусок здається сріблястого кольору.

## Горючість
Когонграс є пірофітом . Він легкозаймистий, навіть коли він ще виглядає зеленим, особливо в тропічному кліматі. Нерідко можна побачити палаючий схил пагорба.Розповсюдження та збереження екологічного домінування когонграсу залежать від регулярних пожеж . Завдяки своїй щільності та високій біомасі, когонрас забезпечує дуже високе паливне навантаження, що дозволяє лісовим пожежам горіти швидше, сильніше та набагато сильніше. Це досить високі температури і цього достатньо, щоб вбити більшість конкуруючих рослин, включаючи дерева. Після пожежі когонграс повторно колонізує територію, використовуючи свою мережу кореневищ, яка не постраждала від пожежі.

## Фітохімія
Рослина містить тритерпеноїди арундоїн, циліндрін і ферненол.

## Використання
Його вважають чудовою рослиною для солом'яних дахів традиційних будинків у південно-східній Азії, і навіть вирощують для цієї мети як культуру.